# Fältmöss
Fältmöss (Akodon) är ett släkte i familjen hamsterartade gnagare som förekommer i Sydamerika.

## Beskrivning
Dessa gnagare liknar sorkar i utseende och har jämförelsevis korta extremiteter. Kroppslängden ligger mellan 8 och 14 cm och därtill kommer en 5 till 10 cm lång svans. Den mjuka pälsen är på ovansidan grå till brun och på buken vitaktig till ljusgrå.
De flesta arterna förekommer i sydamerikanska stäpper (Pampas) eller i Andernas låga delar, bara ett fåtal arter lever i den tropiska regnskogen. Sällan hittas individer upp till 5 000 meter över havet. Födan utgörs främst av växter, vissa arter har även insekter som föda.
En av de mera kända arterna är Akodon azarae. Honor av denna art parar sig två gånger per år och ungarna föds efter 22 dagars dräktighet. I genomsnitt föds 3,5 ungar per kull. Livslängden är bara 7 till 12 månader. Individer som föds under hösten lever betydlig längre än individer som föds under våren. Fältmöss kan vara värd för hantaanvirus och betraktas i vissa regioner som skadedjur för jordbruket.

## Systematik
Antalet arter är inte enhetlig i olika taxonomiska avhandlingar. En del auktorer räknar arterna från släktena Abrothrix, Deltamys, Necromys, Thalpomys och Thaptomys med till fältmöss. På andra ställen listas istället undersläktet Microxus som ett självständigt släkte. Förteckningen nedan med 42 arter är enligt Wilson & Reeder (2005):
- Undersläkte Akodon
  - Akodon affinis lever i västra Colombia.
  - Akodon albiventer finns från sydöstra Peru till norra Argentina.
  - Akodon aliquantulus är endemisk för nordvästra Argentina.
  - Akodon azarae förekommer i norra Argentina, Paraguay, Uruguay och södra Brasilien.
  - Akodon boliviensis finns från sydöstra Peru till centrala Bolivia.
  - Akodon cursor lever i sydöstra Brasilien och troligen även i norra Argentina.
  - Akodon dayi är endemisk för Bolivia.
  - Akodon dolores är bara känd från centrala Argentina.
  - Akodon fumeus förekommer från sydöstra Peru till norra Argentina.
  - Akodon iniscatus lever i centrala och södra Argentina.
  - Akodon juninensis finns i centrala Peru.
  - Akodon kofordi har utbredningsområdet i sydöstra Peru och västra Bolivia.
  - Akodon leucolimnaeus förekommer i nordvästra Argentina.
  - Akodon lindberghi är känd från centrala och östra Brasilien.
  - Akodon lutescens finns från centrala Peru till norra Argentina.
  - Akodon molinae är endemisk för södra Argentina.
  - Akodon mollis lever i Ecuador och Peru.
  - Akodon montensis förekommer i östra Paraguay, södra Brasilien och nordöstra Argentina.
  - Akodon mystax är endemisk för bergstrakter i sydöstra Brasilien.
  - Akodon neocenus finns i västra Argentina.
  - Akodon oenos är bara känd från västra Argentina.
  - Akodon orophilus har utbredningsområdet i centrala Peru.
  - Akodon paranaensis
  - Akodon pervalens
  - Akodon reigi
  - Akodon sanctipaulensis
  - Akodon serrensis
  - Akodon simulator
  - Akodon spegazzinii
  - Akodon subfuscus
  - Akodon surdus
  - Akodon sylvanus
  - Akodon toba
  - Akodon torques
  - Akodon varius
- Undersläkte Hypsimys
  - Akodon budini lever i södra Bolivia och norra Argentina.
  - Akodon siberiae är endemisk för centrala Bolivia.
- Undersläkte Microxus
  - Akodon latebricola förekommer i norra Ecuador.
  - Akodon mimus finns i sydöstra Peru och västra Bolivia.
- Okänt undersläkte
  - Akodon aerosus lever i Anderna i Ecuador, Peru och Bolivia.
  - Akodon bogotensis förekommer i Colombia och Venezuela.